# Chromosoom 10
Chromosoom 10 is een chromosoom in het menselijk lichaam dat ongeveer 135 miljoen basenparen DNA bevat. Het staat voor 4 tot 4,5 procent van het totale DNA in cellen.
Op chromosoom 10 zijn 49 genen bekend (anno 2008) die de oorzaak van een ziekte kunnen vormen.

## Te herleiden aandoeningen
Aanleg voor onder meer de volgende aandoeningen is te herleiden tot een fout (een verkeerde structuur of aantal basenparen) op chromosoom 10:
- Syndroom van Apert
- Syndroom van Crouzon
- onthouding van lipase (wanneer het gen PNLIP disfunctioneert), wat leidt tot chronische diarree
- Syndroom van Hermansky-Pudlak

1 ·
2 ·
3 ·
4 ·
5 ·
6 ·
7 ·
8 ·
9 ·
10 ·
11 ·
12 ·
13 ·
14 ·
15 ·
16 ·
17 ·
18 ·
19 ·
20 ·
21 ·
22 ·
X ·
Y